# 情結
情結（德語：Komplex），又稱情意結或情意綜，是心理學術語，指的是无意识心理的有机动态单元。其词汇源自拉丁文，com(一起)+plectere(缠绕、交织)，意为彼此交缠在一起的单元，后衍生为复合体、复杂结构等含义。在心理学中，该术语最初于1894年由德国精神病学家Theodor Ziehen在《Psychiatrie für Ärzte und Studirende（医生和学生的精神病学）》一书中创造，在其中他提及了“gefühlbetonter Vorstellungs Komplex”（“充满情感的表现复合体”）。在1895年，Joseph Breuer和西格蒙德·弗洛伊德（Sigmund Freud）在其《癔症研究》中也使用了这个词，但弗洛伊德只在有限的意义上使用它，即恋母情结（伊底帕斯情結）。
从1904年开始，瑞士精神病学家卡尔·荣格（Carl Gustav Jung）正式将“情结”纳入其心理学体系，并确立其为分析心理学中的核心理论之一。榮格認為人類心理由好幾種情結構成，而且許多情結彼此形成二元對立。荣格批判弗洛伊德“只知道这单一的冲动（弗洛伊德将其都归于原始的性冲动），这单一的冲动将我们的未来（向前从我们的肉体纽带中逐渐切断）与我们的过去（父母）相连接，导致形成了无法走出的“家庭遭遇”永恒的原罪。并且提出“以幼儿期性欲的形式显示，这不是正常的性欲，而是紧张的非自然方式的释放”，是一种性强迫症（sexual obsession）。除此之外，也提到“弗洛伊德几乎将其理论完全限定在性欲及其心理后果之上，将心理能量定义为一种特定的性冲动，这一设定对于弗洛伊德的理论体系而言是充分且自洽的，然而在普通心理学理论建构中，却无法将单一的性冲动作为一种特殊的驱力并从而将其视为普遍解释的基础，因为心理能量的转化远不止性动力，它涉及更广泛的心理过程与动力机制。”

## 分析心理学
在其研究历程中，荣格多次提出并强调情结这一概念，它构成了分析心理学的重要基础。
1920年，荣格在《灵魂信仰的心理基础》中指出情结所具备的“自主性”特征：
情结是脱离意识控制的心理单元，它们从意识中分离出来，在“灵魂”的隐秘领域中独立存在。在那里，它们能够随时干扰，甚至影响或强化有意识的活动。我们常常对“自主情结”这一表述感到惊异，似乎这个词语并不恰当。然而，事实上，这些无意识的活跃内容确实表现出一种行为特征，我只能借用“自主”一词来指称它。这个术语所描述的，正是它们对抗意识的意图、自主出现与消退的能力。
1931年，荣格在《灵魂的秘密》中描述了情结内容：
情结具有吸引与同化的作用。处于主导情结控制下的个体，往往会按照该情结的意义去解释、吸收他生活中所遭遇的新经验与信息，并受其制约。换言之，个体在特定阶段中，是在情结之中生活着的——仿佛活在某种不可更改的原始偏见之中。情结表现出显著的自主性，以自身的意愿出现与消失，其运作超出我们的意志掌控。它们宛若独立的存在，在我们的心理中寄居。

从科学角度而言，情结是一种凝固的心理状态，其核心由强烈的情感与长期积累的形象构成。它通常表现出与个体日常的态度与意识氛围不相容的特征，具有显著的内在凝聚力、自成一体的结构，以及相对高度的自主性。情结对意识人格的服从是短暂的，因而在意识领域中，它往往如一个被自身生命驱动的“异质存在”般出现。尽管借助意志的努力，人们通常能够暂时压抑和控制情结，但意志本身并无法将其彻底消除。一旦环境条件允许，情结便会以最初的力量再次浮现。
1934年，荣格在《情结理论评述》中提到：
“毫无疑问，人格的各种片段有自己的意识。在情结现象学中，即使那种最严格地依据情结所做的陈述，也不能躲开情结的自主性这一显著特点。越深入地理解情结的本质，越能看出它们是心理的片段。
荣格随后加深了对情结的性质的思考。在他看来，情结不仅源自于个体的经验记忆，也受到一种超越主体人格框架的心理结构的影响，他称之为原型（archetype）。然后，他区分了这两个项，并且将它们置于同一理论层面上：
“个人无意识的内容首先是所谓的具有情感基调的情结，它构成了心灵生活的个人亲密关系。另一方面，集体无意识的内容是原型.”
荣格将它们描述为“分裂的心理”，构成了“迷你人格”的基础，他称之为“小人物”。这为后来扩展这个想法提供了基础。荣格的原型的理论的架构与其将心理学与哲学的结合密不可分，这也为荣格的分析心理学后续的诸多研究奠定了基础。
可以將情結想成一群無意識感覺與信念形成的結。這個結可以間接偵測，而表現的行為則很難理解。榮格在職業生涯早期就找到證明情結存在的證據。1910年代他在詞彙關聯測驗中注意到受試者的行為模式暗示著此人的無意識感覺與信念。
只有造成有害行為的情結，榮格才視為心理疾病。榮格派理論視無害的情結為普通健康心理的多元變化。
榮格派理論認為情結與創傷經驗或有關或無關。情結有很多種，但是任何情結的核心都是一個共通的經驗模式，稱為原型（archetype）。

## 各種討論中的情結

### 佛洛伊德派
- 恋母情结（伊底帕斯情結）
- 恋父情结（厄勒克特拉情結）

### 阿德勒
自卑情结

### 拉康
家族情结 （Complexes familiaux）

### 其它示例
阉割焦虑（Castration complex）
学徒情结（Apprentice complex）
卡桑德拉隐喻（Cassandra Complex）

## 未链接参考
- Jung, C.G. ([1921] 1971). Psychological Types, Collected Works, Volume 6, Princeton, N.J.: Princeton University Press. ISBN 0-691-01813-8.
- Jung, C.G. ([1960] 1969). The Structure and Dynamics of the Psyche, Collected Works, Volume 8, Princeton, N.J.: Princeton University Press. ISBN 0-691-09774-7.
- Shultz, D. and Shultz, S. (2009). Theories of Personality. (9th Ed.). Belmont, CA: Wadsworth, Cengage Learning.
- Daniels, Victor. (2010). Handout on Carl Gustav Jung. Retrieved from http://www.sonoma.edu/users/d/daniels/jungsum.html （页面存档备份，存于） .
- Carlini, C. (2005). Understanding Freud's Oedipus complex. Retrieved from https://web.archive.org/web/20110719081148/http://www.articledashboard.com/Article/Understanding-Freud-s-Oedipus-Complex/695228
- Cowgil, C. (1997, May). Carl Jung. Retrieved from https://web.archive.org/web/20101105015330/http://www.muskingum.edu/~psych/psycweb/history/jung.htm
- Mattoon, M. (1999, September 5). Jungian psychology in perspective. Retrieved from http://www.voidspace.org.uk/psychology/complex2.shtml （页面存档备份，存于）
- Wishard, WVD. (2004, November 14). What is the archetype of the apocalypse all about?. Retrieved from https://web.archive.org/web/20110725160504/http://www.cgjungpage.org/index.php?option=com_content&task=view&id=617&Itemid=40
- Bernardini, R. (2011), Jung a Eranos. Il progetto della psicologia complessa [Jung at Eranos. The Complex Psychology Project]. Milano: FrancoAngeli. ISBN 978-88-568-3449-9.